# Kaleigh Gilchrist
Kaleigh Gilchrist [ˈkeɪli ˈgɪlkrɪst], född 16 maj 1992 i Newport Beach i Kalifornien, är en amerikansk vattenpolospelare. Hon ingick i USA:s landslag i damernas turnering i vattenpolo vid olympiska sommarspelen 2016 och 2020 och tog två successiva OS-guld. I damernas turnering i vattenpolo vid olympiska sommarspelen 2024 blev det en fjärdeplats. Hon tog VM-guld 2015, 2019, 2022 och 2024 samt guld vid panamerikanska spelen 2015 och 2023.
Efter skoltiden vid Newport Harbor High School studerade Gilchrist vid University of Southern California där hon spelade vattenpolo för USC Trojans.